# Марите (фильм)
«Марите» — советский художественный фильм-биография 1947 года об литовской партизанке, Герое Советского Союза Марите Мельникайте.
Фильм, положивший начало художественной кинематографии Литвы.

## Сюжет
Буржуазная Литва. Семилетняя Марите из бедной семьи идёт в пастушки, затем трудится чернорабочей, прислугой, работает на фабрике.
После свержения буржуазного правительства перед ней открывается новая жизнь в Советской Литве, но наступает война.
Мария вступает в партизанский отряд. Во время одной из операций Марию и её товарищей настигают немцы. После неравного боя раненная Мария попадает в плен к фашистам. Под пытками палачей она не выдаёт данные о расположении партизанских отрядов, и гитлеровцы казнят стойкую девушку.
В последних кадрах фильма показан освобожденный Красной Армией Вильнюс, где на митинге литовская поэтесса Саломея Нерис читает посвящённую Марии поэму:
Не плачьте, дорогие, обо мне,

Я не покину вас. И по весне

Я проросту ростком зеленым.

Я буду с вами в подвигах труда

И в шумном шелесте краснознамённом.

## В ролях
- Татьяна Ленникова — Марите
- Маргарита Громыко — Марите в детстве
- Юозас Лауцюс — Пятрас, пастух
- Лилиана Бинките — Елена
- Николай Чаплыгин — Алексас, командир партизанских отрядов
- Бронюс Киселюс — Джюгас
- Юозас Сипарис — Антанас
- Михаил Астангов — ксёндз
- Николай Граббе — Казюкас
- Николай Плотников — отец Марите
- Елена Кондратьева — мать Марите
- Надир Малишевский — Белов
- Юргис Пятраускас — владелец завода
- Андрей Попов — Николай
- Виктор Кольцов — Людас
- Владимир Балашов — Юстас, друг Марите
- Александр Лукьянов — учитель
- Казимира Кимантайте — Яните
- Фёдор Иванов — Альгирдас
- Лаймонас Норейка — Юзеф
- Тамара Тихомирова — Регина
- Григорий Мерлинский — кулак

В эпизодах: Аудрис Хадаравичюс, Татьяна Лаврова, Варвара Севастьянова и другие.

## Съемки
Фильм «Марите», положивший начало литовской художественной кинематографии, был создан на «Мосфильме», но задействованы в нём были в основном кинематографисты будущей Литовской киностудии.
Фильм строился в основном на документальном материале.
Съемки велись в Вильнюсе и в Зарасайском крае — на родине Марии Мельникайте. Группа выезжала на места, где Марите росла, где во времена буржуазной Литвы батрачила на кулака, где партизанила и совершила свой подвиг. В фильме даны виды разливающейся в половодье реки Неман. Эпизод отступления партизан через весенний Неман снимали в Вильнюсе, на реке Нерис.

## Критика
Критика, отмечая и недостатки фильма, отмечала и его сильные стороны, обращая внимание на то, что это первый литовский фильм.

Фильм «Маритэ» в большой степени страдает схематичностью и иллюстративностью, в нем все эпизоды построены как иллюстрация одной общей мысли о патриотизме, о верности родине. Темы эпизодов часто не раскрываются в диалоге, отвечающем только на общую мысль, и поэтому фильм лишен того драматического напряжения и той силы эмоционального воздействия, которую он мог бы иметь по своей теме, по своему материалу.— Искусство кино, 1948 год

Режиссер Строева с чувством показала сцены детства Маритэ, мажорно решила сцены присоединения Литвы к Советскому Союзу. Значительно слабее удались режиссеру батальные сцены, решенные беспорядочно и вяло. Не преодолела Строева и драматургической фрагментарности, многолинейности сценария.— Очерки истории советского кино, 1961 год

Фильму присуща одна особенность, характерная вообще для советского кинематограф 50-х годов. Речь идет о формально, чисто внешне понятом национальном колорите. Ложная красивость деревенского пейзажа, на фоне которого рисуется монументальная фигура облаченного в национальный костюм старого литовского пастуха, эффектные пробеги комсомольцев (также в национальных костюмах) по старинным вильнюсским переулкам — всё это проникло в фильм не только из-за поверхностного знакомства с литовским укладом жизни (хотя и это, несомненно, сыграло свою роль), но и как дань принятой схеме. … При всех очевидных недостатках фильмы «Марите» и «Над Неманом рассвет» сыграли значительную роль в развитии литовской кинематографии. Не говоря уже о том общественном резонансе, который был вызван самим фактом их появления, необходимо отметить, что работа над фильмами явилась хорошей профессиональной школой для литовской кинематографической молодёжи.— История советского кино, 1975 год

Выход фильма на экраны стали большим событием в культурной жизни республики. Фильм полюбился не только литовскому зрителю. В 1962 году он был повторно тиражирован. При встречах с кинематографистами и зрителями стран социализма не раз пришлось убедиться в том, что первые сведения о героическом прошлом литовского народа, а подчас и самом существовании Литвы многие узнали из фильма «Марите». Лучшие эпизоды фильма глубоко драматичны, отмечены кинематографической выразительностью. Особенно те, где авторы последовали за стихотворными образами поэмы. К ним, например, относится эпизод отступления партизан через весенний Неман, холодный, пугающий разлив которого с таким мастерством снял оператор Е. Андриканис. Ледяная стремительная река с еще не растаявшим на берегах снегом, в которую бросилась Марите, увлекая за собой товарищей, в фильме олицетворяет образ родной земли, пробуждающейся после трехлетней оккупации, а отвага хрупкой девушки, никогда не помышлявшей стать героиней, — мужество литовского народа. Был ли такой эпизод в биографии Марите, или его сотворила фантазия художников — не столь существенно. В фильме он должен был появиться, его ожидали все те, кто был знаком с поэмой Саломеи Нерис.— Кино Советской Литвы, 1980 год

Фильмом было положено начало художественной кинематографии Советской Литвы. Значение картины в те годы трудно переоценить. Она стала знаменательным событием в культурной жизни молодой социалистической республики. … Были в «Марите» и яркие, выразительные сцены, которыми искупались отдельные (подчеркиваем — вызванные временем) недостатки картины. Например, эпизод переправы Марите с товарищами через разлившийся весной Неман.— А.И. Выстробец, 1981 год
Фильм был последним чёрно-белым фильмом оператора Евгения Андриканиса:

Отсутствие же цвета в «Марите» оператор пытался компенсировать живописностью пейзажных планов и выразительных портретов. В «Марите», он больше не возвращался к документальным методам съемки, как бы демонстративно избавляясь даже от каких — либо намёков на документализм. Кадр ещё больше, чем это было раньше, приобретает в «Марите» композиционную завершенность живописного полотна, статичность и уравновешенность. Появляются признаки монументальности изобразительного решения отдельных планов. Но одновременно ещё более тонким становится умение Андриканиса оперировать светом, с помощью которого он создавал в кадре необходимые тональности, контрасты светотени, выразительные акценты.— А.И. Выстробец